# Astragalus hemiphaca
Astragalus hemiphaca es una especie de planta del género Astragalus, de la familia de las leguminosas, orden Fabales.

## Distribución
Astragalus hemiphaca se distribuye por Kazajistán y Kirguistán.

## Taxonomía
Fue descrita científicamente por Kar. & Kir. Fue publicada en Bull. Soc. Imp. Naturalistes Moscou 15(2): 328 (1842).